# Камчатська тайга
Камчатська тайга (ідентифікатор WWF: PA0604) — палеарктичний екорегіон тайги, розташований на Камчатському півострові.

## Географія
Екорегіон камчатської тайги розташований в Центральнокамчатській низовині, що простягається між горами Серединного та Східного хребтів на Камчатському півострові. Він простягається приблизно на 300 км з півночі на південь та приблизно на 10 км із заходу на схід. Центральнокамчатською низовиною протікає річка Камчатка та її притока Єловка. Ґрунти вологої алювіальної рівнини представлені андосолями та глейсолями. В регіоні поширена вулканічна активність, на сході він включає частину вулканічного масиву Ключевської Сопки. Екорегіон оточений камчатськими луками та рідколіссями та камчатською гірською тундрою і лісотундрою.

## Клімат
В межах екорегіону переважає субарктичний клімат (Dfc за класифікацією кліматів Кеппена). Він є більш континентальним, ніж клімат навколишніх гірських та прибережних районів. Камчатка є одним з найбільш хмарних регіонів світу, в середньому на місяць тут припадає 15 дощових днів. Середні температури коливаються від -16,1 °C до 14,6 °C. Середньорічна кількість опадів становить близько 635 мм. Тривалість вегетаційного періоду коливається від 90 до 119 днів. Через тепле літо та товстий сніговий покрив взимку в екорегіоні немає вічної мерзлоти.

## Флора
На висоті до 350 м над рівнем моря зустрічаються фрагментарні моновидові насадження едзойської сосни (Picea jezoensis). Хоча ці дерева і складають реліктову популяцію, генетично відмінну від інших, розширення площі хвойних лісів на Камчатці відбулося лише за останню тисячу років. Основу камчатської тайги складають даурські модрини (Larix gmelinii) та широколисті берези (Betula platyphylla).
На більших висотах в регіоні ростуть берези Ермана (Betula ermanii), маньчжурські вільхи (Alnus incana subsp. hirsuta) та запашні тополі (Populus suaveolens). На берегах річок та в інших вологих місцевостях ростуть удські вільхи (Salix udensis). В підліску тайги ростуть кущі лохини (Vaccinium uliginosum), голчастої шипшини (Rosa acicularis) та північних порічків (Ribes triste), а також трав'янисті рослини, зокрема дволиста веснівка (Maianthemum bifolium), малі когутики (Streptopus streptopoides), шведський дерен (Cornus suecica) та несправжньотілезієвий гіркий корінь (Saussurea pseudotilesii). На високотравних луках регіону росте пурпуровий кунчиник (Calamagrostis purpurea) та вузьколистий зніт (Chamaenerion angustifolium). Також характерними рослинами регіону є папороті, зокрема розлогий щитник (Dryopteris expansa), широколиста букова папороть (Phegopteris hexagonoptera) та сибірський діплазій (Diplazium sibiricum).

## Фауна
В долинах річок екорегіону зустрічаються камчатські бурі ведмеді (Ursus arctos beringianus), які вирізняються своїми великими розмірами. Вони полюють на лососів, нагулюючи жир перед зимовою сплячкою. Іншими характерними ссавцями екорегіону є камчатські снігові барани (Ovis nivicola nivicola), камчатські північні олені (Rangifer tarandus phylarchus), вовки (Canis lupus), євразійські рисі (Lynx lynx), чорноголові бабаки (Marmota camtschatica) та камчатські соболі (Martes zibellina kamtshadalica). 
На берегах багатих на рибу озер та річок екорегіону можна побачити скопу (Pandion haliaetus). У хвойних лісах гніздяться білоплечі орлани (Haliaeetus pelagicus), великі яструби (Accipiter gentilis), волохаті сичі (Aegolius funereus) та рідкісні вівсянки-ремези (Emberiza rustica). На галькових берегах річок, струмків та Харчинського озера гніздяться попелясті коловодники (Tringa brevipes). Річки Камчатки є важливим місцем нересту для горбуші (Oncorhynchus gorbuscha), кети (O. keta), кижуча (O. kisutch), нерки (O. nerka) та чавичі (O. tschawytscha).

## Збереження
Оцінка 2017 року показала, що 2731 км², або 18 % екорегіону, є заповідними територіями. Природоохоронні території включають Ключевський природний парк.